# 赫章県
赫章県（かくしょう-けん）は中華人民共和国貴州省畢節市に位置する県。漢代に夜郎国が存在した地であると推定されている。

## 行政区画
下部に6鎮、9郷、12民族郷を管轄する。
- 鎮
  - 城関鎮、白果鎮、媽姑鎮、財神鎮、六曲河鎮、野馬川鎮
- 郷
  - 羅州郷、達依郷、徳卓郷、安楽渓郷、朱明郷、古基郷、哲荘郷、平山郷、威奢郷
- 民族郷
  - 水塘堡イ族ミャオ族郷、興発ミャオ族イ族回族郷、松林坡ペー族イ族ミャオ族郷、雉街イ族ミャオ族郷、珠市イ族郷、双坪イ族ミャオ族郷、鉄匠ミャオ族郷、輔処イ族ミャオ族郷、可楽イ族ミャオ族郷、河鎮イ族ミャオ族郷、結溝イ族ミャオ族郷、古達ミャオ族イ族郷

## 交通

### 道路
- 高速道路
  - S20 畢威高速道路
- 国道
  - G326国道